# Clive Sinclair
Sir Clive Marles Sinclair (født 30. juli 1940, død 16. september 2021) var en engelsk opfinder og fabrikant. Han udviklede bl.a. verdens første egentlige lommeregner, som kom på markedet i 1972, og hobbycomputerne ZX80, ZX81 samt ZX Spectrum fra hhv. 1980, 1981 og 1982, der alle programmeres i BASIC-varianten Sinclair BASIC, som er opkaldt efter ham. Den sidste computer fra Sinclair Reseach var QL, der var baseret på 68008 i stedet for Z80. Nogenlunde samtidigt med QL lancerede han et el-drevet køretøj kaldet C5. Disse sidste to produkter floppede og tog desværre livet af Sinclair Research. – Sinclair selv drog videre til Cambridge Computers, hvor han lavede Z88 – en ultra bærbar notebook.